# أرمورد كور 6: فايرز أوف روبيكون
أرمورد كور 6: فايرز أوف روبيكون (بالإنجليزية: Armored Core VI: Fires of Rubicon) هي لعبة فيديو قادمة من تطوير شركة فروم سوفتوير ونشر شركة بانداي نامكو إنترتينمنت، تم الكشف عن اللعبة رسمياً في ديسمبر 2022، ومن المقرر أن تصدر في 2023 على أجهزة بلاي ستيشن 4، بلاي ستيشن 5، إكس بوكس ون، إكس بوكس سيريس إكس وسيريس إس ومايكروسوفت ويندوز.